# Artland (Studio)
K.K. Animation Studio Artland (jap. 株式会社アニメーションスタジオ・アートランド, Kabushiki-gaisha Animēshon Sutajio Ātorando) ist ein japanisches Animations-Studio. Es wurde 1978 als Y.K. Artland (有限会社アートランド, Yūgen-gaisha Ātorando) gegründet, vor allem von früheren Mitarbeitern von TV Doga und Onishi Pro. Das erste Werk war das unter Noboru Ishiguro entstandene Saraba Uchū Senkan Yamato - Ai no Senshi-tachi, ein Film zur Serie Uchū Senkan Yamato. Später produzierte es diverse Teile des Macross-Franchises. Weitere wichtige Mitarbeiter sind Noboru Sugimitsu, Kenichi Imaizumi und Hidenobu Watanabe.
Im April 2006 wurde das Studio von Marvelous Entertainment aufgekauft und in eine japanische Aktiengesellschaft umgewandelt. 2010 wurde die Animationsabteilung in die neu gegründete Tochter Animation Studio Artland ausgelagert.

## Produktionen

### Fernsehserien
- 1982: Chōjikū Yōsai Macross
- 2005: Mushishi
- 2006: Gag Manga Biyori
- 2006: Gag Manga Biyori 2
- 2006: Happiness!
- 2008: Gunslinger Girl -Il Teatrino-
- 2008: Hakushaku to Yōsei
- 2008: Tytania
- 2010: Ichiban Ushiro no Daimaō
- 2012: Tantei Opera Milky Holmes
- 2013: Senran Kagura
- 2014: Mushishi: Zokushō
- 2014: Mushishi: Zokushō
- 2015: Komori-san Can’t Decline!

### Weitere Anime-Produktionen
- 1984: Macross – The Movie (Film)
- 1987: Chōjikū Yōsai Macross – Flash Back 2012 (OVA)
- 1989: Hoshi Neko Fullhouse (OVA)
- 1990: Heavy (Film)
- 2008: Gunslinger Girl -Il Teatrino- (OVA)
- 2011: Tantei Opera Milky Holmes: Summer Special (Special)
- 2014: Mushishi Tokubetsuhen: Hihamu Kage (Special)